# Aloe butiabana
Aloe butiabana ist eine Pflanzenart der Gattung der Aloen in der Unterfamilie der Affodillgewächse (Asphodeloideae). Das Artepitheton butiabana verweist auf das Vorkommen der Art beim Hafen von Butiaba am Albertsee.

## Beschreibung

### Vegetative Merkmale
Aloe butiabana wächst stammlos oder selten stammbildend, verzweigt und bildet große Gruppen. Der Stamm erreicht eine Länge von bis zu 50 Zentimeter und ist 7 Zentimeter dick. Die bis zu 32 aufrechten bis ausgebreiteten, zurückgebogenen, lanzettlich-zugespitzten Laubblätter bilden eine Rosette mit einem Durchmesser von bis zu 150 Zentimeter. Die mittelgrüne Blattspreite ist bis zu 95 Zentimeter lang, 9 Zentimeter breit und 1,5 Zentimeter dick. Die Blattoberfläche ist glatt. Die stechenden, deltoiden, ziegelroten Zähne am rot, oft knorpeligen Blattrand sind 3 bis 4 Millimeter lang und stehen 12 bis 16 Millimeter voneinander entfernt. Der Blattsaft ist gelb.

### Blütenstände und Blüten
Der aufrechte Blütenstand weist acht bis zwölf (selten 6 bis 16) Zweige auf und erreicht eine Länge von bis zu 180 Zentimeter. Die untersten von ihnen sind manchmal nochmals verzweigt. Die ziemlich dichten Trauben sind zylindrisch, bis zu 20 Zentimeter lang und 5 Zentimeter breit. Die dreieckig-spitzen, hellbraunen Brakteen weisen eine Länge von 4 Millimeter auf und sind 3 Millimeter breit. Die roten Blüten werden gelb und sind an ihrer Mündung blasser. Sie stehen an 9 bis 10 Millimeter langen Blütenstielen. Sie sind 26 bis 30 Millimeter lang und an ihrer Basis zylindrisch. Auf Höhe des Fruchtknotens weisen die Blüten einen Durchmesser von 8 bis 9 Millimeter auf. Darüber sind sie in der Mitte auf 6 Millimeter verengt. Ihre äußeren Perigonblätter sind auf einer Länge von 15 bis 21 Millimetern nicht miteinander verwachsen. Die Staubblätter ragen 3 bis 6 Millimeter und der Griffel ragt 2 bis 4 Millimeter aus der Blüte heraus.

## Systematik und Verbreitung
Aloe butiabana ist in Uganda in den Distrikten Masindi und Kabarole verbreitet.
Die Erstbeschreibung durch Thomas C. Cole und Thomas G. Forrest wurde 2011 veröffentlicht.

## Nachweise